# Rolf Liccini

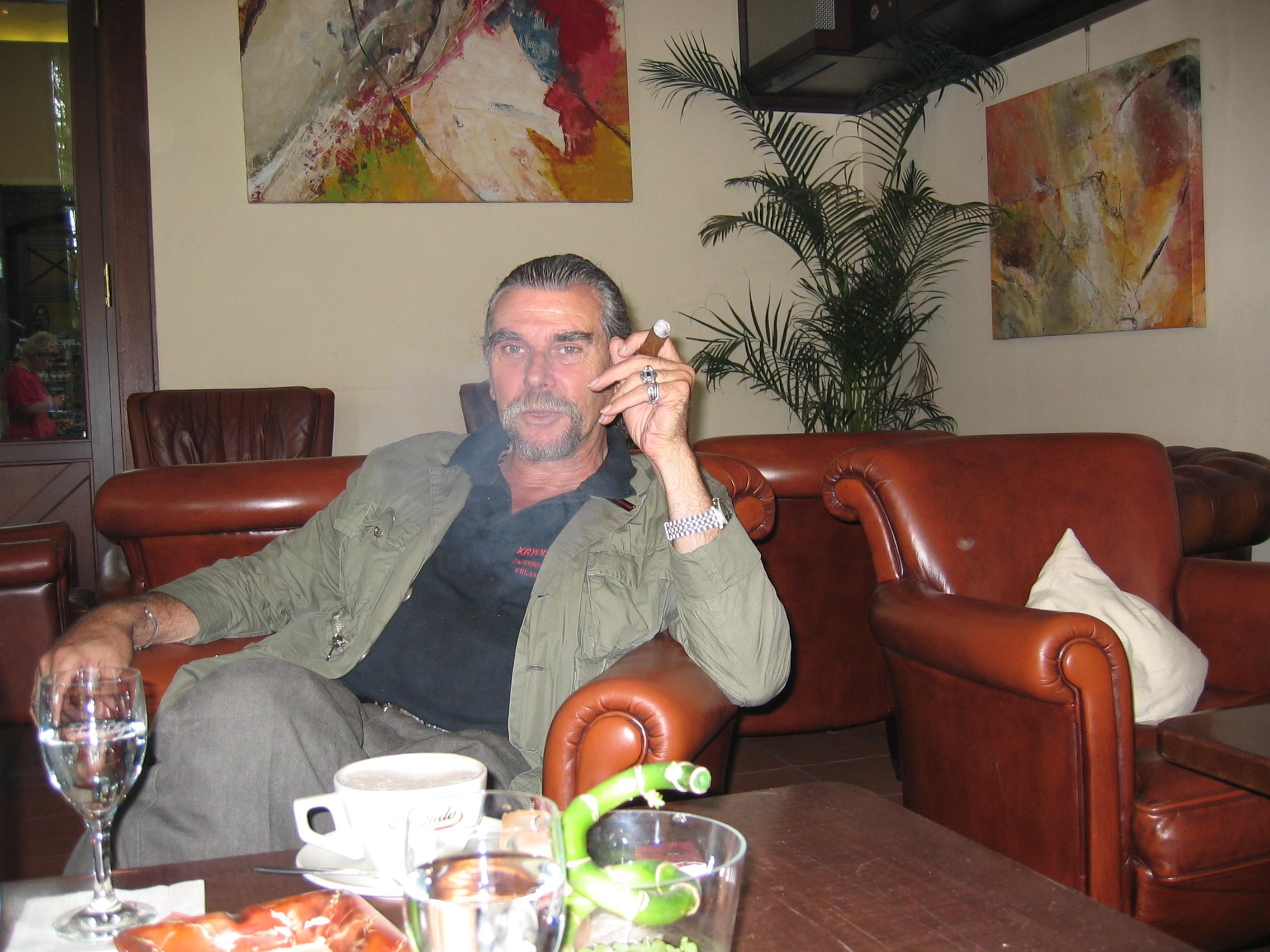
Rolf Liccini, Kameramann & Regisseur

Rolf Liccini, geb. Deppe, (* 2. Dezember 1940; † 9. August 2010) war ein deutscher Kameramann und Fernsehregisseur.

## Leben und Wirken
Liccini erhielt seine Ausbildung an der Deutschen Film- und Fernsehakademie in Berlin. Seit 1971 arbeitete er als Kameramann und betreute in diesem Zusammenhang vor allem Fernsehproduktionen, aber auch einige wenige Kinoinszenierungen und Werbefilme. Spezielle Erfahrungen besaß Liccini in den Bereichen Trick, Blue Screen, Front- und Rückpro, Luftaufnahmen, Video und Glass Shot. Auslanddrehs führten ihn kreuz und quer durch Europa aber auch bis nach Kolumbien, Mexiko, den USA, Neuseeland Indien und an den Polarkreis.
Liccini, der als Kameramann u. a. mit den Regisseuren Hartmut Griesmayr, Sigi Rothemund, Ilse Hofmann, Kaspar Heidelbach, Rolf von Sydow, Horst Flick, Michael Mackenroth, Sylvia Hoffman und Rainer Boldt zusammenarbeitete, hat seit Mitte der 1990er Jahre selbst als Regisseur gewirkt. So schuf er einzelnen Folgen beliebter Krimi- bzw. Actionserien wie Wolffs Revier, Ein Mord für Quandt, Polizeiruf 110, Die Rettungsflieger, Ein Fall für zwei, Balko und Die Kommissarin. Seit Mitte der 2000er Jahre war Liccini nicht mehr aktiv.
Rolf Liccini hat sich auch einen Namen als Sammler gemacht. Seine Kollektion von Zigarrenanschneidern galt als eine der größten ihrer Art.

## Filmografie
als Kameramann Rolf Deppe
- 1970 Der Tagesspiegel (Dokumentarfilm von Klaus Wildenhahn)
- 1970 Herb Alpert und die Tijuana Brass (Fernsehspiel)
- 1966 Jörg Preda berichtet (TV-Serie)
- 1971 Die Sklaven von S. (Co-Kamera, dffb-Dokumentarfilm von Horst Schwaab)
- 1971 Das Kartenhaus (Fernsehspiel)
- 1971 Alle kleinen Röschen... zu viel allein (dffb-Spielfilm von Christoph Busse)
- 1973 Nachkriegskinder im Krieg (Dokumentarfilm von Wolfgang Tumler)
- 1973 Der lange Jammer (Spielfilm von Max Willutzki)
- 1973 Persönlich sind wir uns näher gekommen (dffb-Spielfilm von Wolfgang Tumler)
- 1974 Helfen können wir uns nur selbst (dffb-Dokumentarfilm von Gardi Deppe)
- 1974 Die phantastische Welt des Matthew Madson (Spielfilm von Helmut Herbst)
- 1974 Um Haus und Hof (TV-Serie) (? Folgen)
- 1974 Unter einem Dach (TV-Serie) (? Folgen)
- 1974 Kolonie des Lächelns (Dokumentarfilm von Wolfgang Tumler)
- 1974 Ein Haus für uns – Jugenderholungsheim (TV-Serie)
- 1975 Synthetischer Film oder Wie das Monster King Kong von Fantasie und Präzision gezeugt wurde (Dokumentarfilm von Helmut Herbst)
- 1977 Der Aufmacher – Günter Wallraff bei BILD
- 1978 Marija (Fernsehspiel)
- 1978 Ein Spieler ist am Ende (Fernsehspiel)
- 1978 Die Drehtür (Spielfilm von Andreas Kettelhack)
- 1978 Die Kur (TV-Serie) (5 Folgen)
- 1978 Die Beute der Fremden (Fernsehspiel)
- 1979 Bellas Tod (Fernsehspiel)
- 1979 Kotte (Fernsehspiel)
- 1980 Meister Timpe (Fernsehspiel)
- 1981 Silas (TV-Mini-Serie)
- 1981 Auf Schusters Rappen (Fernsehspiel)
- 1981 Das waren noch Zeiten – Kalke & Söhne (Fernsehspiel)
- 1981 Die Rückkehr der Träume (Fernsehspiel)
- 1981 Die Baronin (Fernsehspiel)
- 1982 Jack Holborn (TV-Mini-Serie)
- 1982 Dannys Traum (Fernsehspiel)
- 1982 Flucht aus London (Fernsehspiel)
- 1982 Piratensender Powerplay (Spielfilm von Sigi Rothemund)
- 1983 Nesthäkchen (TV Mini-Serie)
- 1983 Die Rückkehr der Träume (Fernsehspiel)
- 1983 Wer raucht die letzte? (Fernsehspiel)
- 1983 So oder so ist das Leben (Fernsehspiel)

als Kameramann Rolf Liccini (Auswahl):
- 1984: Jenseits der Morgenröte
- 1985: Drei und eine halbe Portion
- 1985: Tatort – Tod macht erfinderisch
- 1986: Tatort – Die kleine Kanaille
- 1987: Das Erbe der Guldenburgs
- 1989: Der Geschichtenerzähler
- 1989: Zugzwang
- 1990: Ron & Tanja
- 1990: Das Haus am Watt
- 1991: Ausgetrickst
- 1992: Liebesreise
- 1994: Das gläserne Haus
- 1994: Der Havelkaiser
- 1995: Der Clan der Anna Voss
- 1992–1996: Wolffs Revier (Fernsehserie, 19 Folgen)
- 1998–2002: Die Rettungsflieger
- 1988–2003: Ein Fall für zwei
- 1995–2004: Die Kommissarin
- 2004–2005: Balko

als TV-Regisseur (komplett):
- 1996: Wolffs Revier (fünf Folgen)
- 1997: Ein Mord für Quandt (eine Folge)
- 1997: Sophie – Schlauer als die Polizei
- 1997: Polizeiruf 110 – Heißkalte Liebe
- 1998: Fieber – Ärzte für das Leben
- 1997–2002: Die Rettungsflieger
- 1996–2003: Ein Fall für zwei
- 2004–2005: Balko
- 1995–2006: Die Kommissarin
- 2007: "Die Glocke der Lutine"  – Krümelfilm
- 2008: "The Magics" – Krümelfilm
- 2009: "Mein Vater Horst Wendlandt" –  Krümelfilm